# Brad Isbister
Brad Isbister (né le 7 mai 1977 à Edmonton, dans la province de l'Alberta au Canada) est un joueur professionnel retraité de hockey sur glace qui évolue au poste d'ailier gauche.

## Carrière

### En club
Ayant grandi dans l'Alberta, Isbister débute au hockey avec les Canucks de Calgary dans l'ABHL, enregistrant 49 points en 35 matchs en 1992-1993. La saison suivante, il débute comme junior avec les Winter Hawks de Portland dans la Ligue de hockey de l'Ouest. Après une saison de 16 buts et 36 points en 1994-1995, il est choisi en 67e position par les Jets de Winnipeg lors du repêchage de la LNH. Bien que repêché, il poursuit sa carrière avec les Winter Hawks et enregistre 89 points et 45 buts. Pour sa dernière saison avec les Winter Hawks, Isbister marque 33 points en 24 matchs et est nommé dans la deuxième équipe des étoiles de la WHL. Cette saison, il joue également pour l'équipe junior du Canada au championnat du monde 1997 et fait ses débuts professionnels avec les Falcons de Springfield dans la Ligue américaine de hockey, jouant sept matchs.
Isbister joue son premier match dans la Ligue nationale de hockey le 1er octobre 1997 pour les Coyotes de Phoenix (anciennement Jets de Winnipeg) contre les Blackhawks de Chicago. Il marque son premier point en réalisant une aide lors d'une victoire de Phoenix contre l'Avalanche du Colorado le 11 octobre et marque son premier but dix jours plus tard contre les Mighty Ducks d'Anaheim. Isbister termine sa saison recrue avec 17 points en 66 matchs. Après une deuxième saison avec les Coyotes, il est échangé le 20 mars 1999 aux Islanders de New York le 20 mars 1999 avec un tour de repêchage contre Robert Reichel et deux tours de repêchage.
Pour sa première saison avec les Islanders, Isbister marque 22 buts — record de carrière dans la LNH — 20 aides et 42 points en 64 matchs. Il reste à New York jusqu'en mars 2003 où il est échangé aux Oilers d'Edmonton avec Raffi Torres contre Janne Niinimaa et un deuxième tour de repêchage de 2003.
Il marque 18 points avec les Oilers en 2003-2004 puis joue en Autriche pour le HC TWK Innsbruck lors du lock-out. Il est ensuite échangé aux Bruins de Boston le 1er août 2005 contre un choix de 4e ronde en 2006.
Isbister marque 23 points en 2005-2006, sa seule saison avec Boston. Il est engagé comme agent libre par les Hurricanes de la Caroline le 30 août 2006 puis est échangé un mois plus tard aux Rangers de New York contre Jakub Petruzalek et un choix de repêchage en 2008. Il passe alors la majorité de la saison avec le club-école des Rangers, les Wolf Pack de Hartford dans la Ligue américaine de hockey.
Après cette saison, il signe un contrat d'un an et 525 000 dollars avec les Canucks de Vancouver. Isbister ne joue que 55 match avec Vancouver, en raison de blessures et de décisions de l'entraîneur et ne resigne pas la saison suivante. Les Sénateurs d'Ottawa lui proposent un contrat d'un an l'été suivant mais préfère partir jouer en Suisse, dans la Ligue nationale A, avec l'équipe du EV Zoug.
Au terme de cette saison, il annonce son retrait en tant que joueur actif et accepte un poste d'entraîneur pour l'Université de Calgary.

### En équipe nationale
Isbister joue son premier match international avec l'équipe du Canada en 1997 lors du championnat du monde junior. Il marque 7 points en 7 matchs, termine à la 7e place des pointeurs du tournoi et remporte la médaille d'or avec son équipe. Il marque notamment le dernier but de la victoire en finale contre les États-Unis.
Trois ans plus tard, il fait ses débuts avec l'équipe senior lors du championnat du monde 2000. Il marque 7 points en 9 matchs, le Canada terminant à la 4e place du tournoi en perdant successivement en demi-finale contre la république tchèque puis contre la Finlande dans le match pour la médaille de bronze.
Isbister représente à nouveau le Canada pendant le championnat du monde 2001 où il marque 5 buts en 7 matchs. Il ne remporte à nouveau pas de médaille, les États-Unis battant le Canada en quart-de -finale de la compétition.

## Récompenses
- Championnat du monde junior 1997 : médaille d'or
- 1997 : Deuxième équipe d'étoiles de la WHL

## Statistiques

### En club
| Saison     | Équipe                   | Ligue      |     | Saison régulière | Saison régulière | Saison régulière | Saison régulière | Saison régulière |   | Séries éliminatoires | Séries éliminatoires | Séries éliminatoires | Séries éliminatoires | Séries éliminatoires |
| Saison     | Équipe                   | Ligue      | PJ  | B                | A                | Pts              | Pun              | PJ               | B | A                    | Pts                  | Pun                  |                      |                      |
| 1992-1993  | Canucks de Calgary       | LHBA       | 35  | 24               | 25               | 49               | 74               | -                | - | -                    | -                    | -                    |                      |                      |
| 1993–1994  | Winter Hawks de Portland | LHOu       | 64  | 7                | 10               | 17               | 45               | 10               | 0 | 2                    | 2                    | 0                    |                      |                      |
| 1994–1995  | Winter Hawks de Portland | LHOu       | 67  | 16               | 20               | 36               | 123              | -                | - | -                    | -                    | -                    |                      |                      |
| 1995–1996  | Winter Hawks de Portland | LHOu       | 71  | 45               | 44               | 89               | 184              | 7                | 2 | 4                    | 6                    | 20                   |                      |                      |
| 1996–1997  | Winter Hawks de Portland | LHOu       | 24  | 15               | 18               | 33               | 45               | 6                | 2 | 1                    | 3                    | 16                   |                      |                      |
| 1996–1997  | Falcons de Springfield   | LAH        | 7   | 3                | 1                | 4                | 14               | 9                | 1 | 2                    | 3                    | 10                   |                      |                      |
| 1997–1998  | Falcons de Springfield   | LAH        | 9   | 8                | 2                | 10               | 36               | -                | - | -                    | -                    | -                    |                      |                      |
| 1997–1998  | Coyotes de Phoenix       | LNH        | 66  | 9                | 8                | 17               | 102              | 5                | 0 | 0                    | 0                    | 2                    |                      |                      |
| 1998–1999  | Coyotes de Phoenix       | LNH        | 32  | 4                | 4                | 8                | 46               | -                | - | -                    | -                    | -                    |                      |                      |
| 1998–1999  | Falcons de Springfield   | LAH        | 4   | 1                | 1                | 2                | 12               | -                | - | -                    | -                    | -                    |                      |                      |
| 1998–1999  | Thunder de Las Vegas     | LIH        | 2   | 0                | 0                | 0                | 9                | -                | - | -                    | -                    | -                    |                      |                      |
| 1999–2000  | Islanders de New York    | LNH        | 64  | 22               | 20               | 42               | 100              | -                | - | -                    | -                    | -                    |                      |                      |
| 2000–2001  | Islanders de New York    | LNH        | 51  | 18               | 14               | 32               | 59               | -                | - | -                    | -                    | -                    |                      |                      |
| 2001–2002  | Islanders de New York    | LNH        | 79  | 17               | 21               | 38               | 113              | 3                | 1 | 1                    | 2                    | 17                   |                      |                      |
| 2002–2003  | Islanders de New York    | LNH        | 53  | 10               | 13               | 23               | 34               | -                | - | -                    | -                    | -                    |                      |                      |
| 2002–2003  | Oilers d'Edmonton        | LNH        | 13  | 3                | 2                | 5                | 9                | 6                | 0 | 1                    | 1                    | 12                   |                      |                      |
| 2003–2004  | Oilers d'Edmonton        | LNH        | 51  | 10               | 8                | 18               | 54               | -                | - | -                    | -                    | -                    |                      |                      |
| 2004–2005  | HC TWK Innsbruck         | ÖEL        | 11  | 7                | 4                | 11               | 41               | 5                | 3 | 1                    | 4                    | 6                    |                      |                      |
| 2005–2006  | Bruins de Boston         | LNH        | 58  | 6                | 17               | 23               | 46               | -                | - | -                    | -                    | -                    |                      |                      |
| 2006–2007  | River Rats d'Albany      | LAH        | 9   | 3                | 5                | 8                | 54               | -                | - | -                    | -                    | -                    |                      |                      |
| 2006–2007  | Wolf Pack de Hartford    | LAH        | 34  | 12               | 8                | 20               | 22               | -                | - | -                    | -                    | -                    |                      |                      |
| 2006–2007  | Rangers de New York      | LNH        | 19  | 1                | 4                | 5                | 14               | 4                | 0 | 0                    | 0                    | 2                    |                      |                      |
| 2007–2008  | Canucks de Vancouver     | LNH        | 55  | 6                | 5                | 11               | 38               | -                | - | -                    | -                    | -                    |                      |                      |
| 2008-2009  | EV Zoug                  | LNA        | 24  | 10               | 7                | 17               | 55               | 3                | 1 | 1                    | 2                    | 12                   |                      |                      |
| Totaux LNH | Totaux LNH               | Totaux LNH | 541 | 106              | 116              | 222              | 615              | 18               | 1 | 2                    | 3                    | 33                   |                      |                      |

### En équipe nationale
| Année | Compétition                  |   | PJ | B | A | Pts | Pun |
| 1997  | Championnat du monde -20 ans | 7 | 4  | 3 | 7 | 8   |     |
| 2000  | Championnat du monde         | 9 | 4  | 3 | 7 | 18  |     |
| 2001  | Championnat du monde         | 7 | 5  | 0 | 5 | 16  |     |